# Southport (Maine)
Southport – miasto w Stanach Zjednoczonych, w stanie Maine, w hrabstwie Lincoln.